# Thane (district)
Thane (Marathi: ठाणे जिल्हा) is een district in het noordwesten van de Indiase staat Maharashtra. De hoofdstad is de gelijknamige stad Thane. In 2001 telde dit district 8.131.849 inwoners op een oppervlakte van 9.558 km². Het noordelijke deel splitste zich in 2014 echter af en vormt sindsdien het district Palghar.

## Geografie
In het zuidwesten grenst Thane aan het district Mumbai Suburbaan, in het zuiden aan Raigad, in het zuidoosten aan Pune, in het oosten aan Ahmednagar, in het noordoosten aan Nashik en in het noorden aan Palghar, dat tot 2014 onderdeel was van Thane. In het uiterste westen grenst het district aan de Arabische Zee. 
Thane is het noordwestelijke deel van de laaglanden van Konkan. Het bestaat ruwweg uit de bekken van de rivier de Ulhas in het zuiden en de heuvelachtige vallei van de Vaitama in het noorden, samen met enkele plateaus en hellingen van de West-Ghats.
Het zuiden van het district behoort tot de stedelijke agglomeratie van de metropool Mumbai. Hier liggen ook de grootste steden van het district.

### Plaatsen
Naast de stad Thane zijn andere plaatsen met meer dan 20.000 inwoners (2001):
| - Bhiwandi - Khoni - Mira-Bhayandar - Navi Mumbai (Nieuw-Mumbai) |  | - Kalyan-Dombivli - Ulhasnagar - Ambarnath - Badlapur |

## Bestuurlijke indeling
Thane was tot 2014 bestuurlijk verder onderverdeeld in vijftien taluka's. Sinds de afscheiding van Palghar telt het district er nog zeven:
| - Ambarnath - Bhiwandi - Kalyan - Murbad - Shahapur - Thane - Ulhasnagar |